# Útok na univerzitu v Permu 2021
Útok na univerzitu v Permu se uskutečnil 20. září 2021. Terčem útoku se stala místní Permská státní univerzita. Útočník zabil celkem šest lidí a 43 jich bylo zraněno.

## Průběh útoku
Ke střelbě došlo dne 20. září 2021 v budově fakulty geografie na místní Permské státní univerzitě. Pachatel se dostal k univerzitě kolem 11:30 místního času. Střelec byl nejprve v prvním patře fakulty a poté se přemístil na sousední fakultu chemie. Dle jednoho ze studentů střelba trvala 20 až 30 minut. Někteří studenti se zabarikádovali ve třídách, další vyskočili z okna.
Během potyčky s policií byl útočník zraněn a následně byl hospitalizován v nemocnici. Mluvčí školy nejprve uvedla, že pachatel byl zabit. To ale bylo vyvráceno a uvedla, že byl zajat policií.

## Pachatel
Pachatelem byl 18letý Timur Bekmansurov, student soudního lékařství na právnické fakultě téže univerzity. Před tímto útokem napsal na sociální síť Vkontakte, že jeho motivací byl sen, který měl kvůli nenávisti ke všem kolem sebe už dlouho, nikoli náboženství či politika. Také napsal, že útok plánoval už dlouho a původně chtěl zaútočit na svou bývalou školu, ale to si potom rozmyslel.

## Reakce
Ruský prezident Vladimir Putin skrze svého mluvčího vyjádřil příbuzným a přátelům mrtvých soustrast. Zároveň dal premiéru Michailu Mišustinovi pokyn, aby do Permu poslal ministry, aby poskytli pomoc pozůstalým a zraněným.
Ruskému prezidentovi kondoloval i český prezident Miloš Zeman.